# سارا وودهاوس
سارا وودهاوس (بالإنجليزية: Sarah Woodhouse)‏‏ (1950 في برمينغهام - )؛ روائية من المملكة المتحدة.